# 緬甸審查制度
緬甸審查制度即是緬甸政府管控資訊（特別是關於宗教、種族、政治和道德的資訊）的政策。
緬甸憲法名義上保障言論自由，但當地的法律、法規仍然限制了新聞出版事業的活動。自1962年緬甸政變起，緬甸所有出版物（包括報紙文章、卡通、廣告和插圖）在出版前都必須得到新聞部新聞審查和登記處批准。2011年起，緬甸實行民主改革，並逐步放寬審查制度，例如廢除事前審核制（2012年），裁撤書報審查部門和開放報禁（2013年）等，但自我審查、因言入罪的問題仍然存在。2021年政變後，緬甸軍政府操控了所有合法經營的傳媒和電訊商，並利用法律手段打壓獨立傳媒和記者。
2021年政變後，緬甸實行的審查制度非常嚴厲，在全世界數一數二。按照無國界記者公佈的2023年新聞自由指數報告，緬甸在180個國家中排第173位。自由之家則把緬甸列為不自由國家，根據其發表的2022年網絡自由報告，緬甸的互聯網自由指數為12分（滿分100分），為全球第二低（僅次於中華人民共和國）。

## 沿革

### 貢榜王朝
緬甸末代王朝貢榜王朝進入尾聲之際，緬甸國王敏東於1873年頒布緬甸（以至於東南亞）的第一部新聞法（共17條），保障新聞自由。該法容許記者揭露王室成員和官員的過失，且豁免他們報導新聞的刑事責任。當時緬甸的新聞自由在亞洲名列前茅。

### 殖民時期
1852年英國兼併下緬甸之後，英國殖民當局通過了多部壓制言論自由的法律。1878年的《本地語言新聞法》旨在抑制本地語言報章反對英國政府的宣傳；1898年《刑事訴訟法》授權政府以散播虛假訊息，攻擊殖民政權為由，利用叛逆罪和煽動罪控告任何人士；1908年的《非法結社法》加強打壓言論自由；1923年的《官方機密法》禁止任何人士擁有政府的機密資料；10年後的《緬甸無線電報法》則禁止任何人在未經政府許可下擁有無線電設備。然而，英國殖民期間，在緬甸發行的報刊種類繁多，報刊數目也不斷增加。1911年的緬甸共有44種報刊，至1921年增加到103種，至1930年代末再增加到超過200種，比1921年多了一倍。

### 獨立之初
緬甸在1948年獨立。1947年的《緬甸聯邦憲法》保障言論自由，並保障「思想與表達的自由」。不過緬甸政府在兩年後頒布《緊急條款法》，把蓄意散佈假新聞、誹謗公職人員和軍官等行為列為非法行為。雖然如此，1950年代緬甸的新聞自由仍然位居亞洲前列，市面上發行的緬甸文、中文、英文和印度語言日報共有30種。

### 軍政府時期

#### 奈溫時期
1962年奈溫發動軍事政變後，當局頒布《印刷商與出版商登記法》，該法至今仍然有效。原條文規定所有印刷商和出版商都必須向當局登記，並在出版刊物之前將刊物樣本送交新聞審查局（當時隸屬於內政宗教部，後改隸新聞部）審查。隨後，軍政府在1975年頒布《緬甸聯邦社會主義共和國憲法》，該憲法第157條保障「言論、表達與出版自由，前提是此等自由不與工人和社會主義的利益相互抵觸。」同年，印刷商與出版商中央登記局發表《向所有印刷商和出版商發出的，關於手稿送審的備忘錄》，明確列出查禁刊物的標準，任何刊物只要含有危害緬甸社會主義綱領、國家意識形態、社會主義經濟、國家統一、治安、和平及／或公眾秩序，批評政府，或帶有淫褻或誹謗等內容，就會被禁止出版。軍政府還頒布了《國家保護法》，授權政府囚禁（涉嫌）威脅國家和平的人士，並以此為依據，拘捕了許多記者和作家。

#### 1988年政變
1988年9月，國家恢復法律和秩序委員會發動政變，並隨即頒布戒嚴令，禁止公眾集會、禁止旨在分化軍隊的活動、刊物和演說，並規定出版任何未由政府登記的文件是違法行為。違反戒嚴令者，需受軍法審判，可能被判處死刑、終身監禁或勞役。戒嚴令於1992年9月廢除。

#### 丹瑞時期
1996年，緬甸當局通過數份法律，對緬甸的資訊傳播實行更大的控制，當中包括《關於保護國家責任和平而有系統的轉移與國民會議成功而不被反對和干擾的職能行使的法律》，這份法例禁止旨在破壞緬甸國內和平、穩定、法律與秩序的行為，並規定貶低國民會議是違法行為。關於傳媒的法律則包括《電視與影片法》（要求電視機、衛星天線、錄影機等媒體播放器材的擁有人向通信、郵政與電報部申領牌照、並創立負責審查緬甸影片的影片審查局）和《電影法》（要求電影製片人拍攝電影前先向緬甸電影企業申領執照，並規定所有電影都會受到電影審查局審查）。雖然如此，緬甸仍有不少人規避禁令，藉助衛星天線收看星空衛視、英國廣播公司、CNN等外國電視節目。
此外，緬甸政府也審查外國新聞來源。緬甸政府在1995年開始干擾英國廣播公司和美國之音的電台廣播，又經常拒絕外國記者入境，阻止他們在緬甸報導新聞。
在此期間，當局拘捕了很多知名記者，包括因為擁有傳真機，向被查封的報社「發送新聞」而在1999年被判監的昂·賓特，以及因為持有一份聯合國人權報告的副本而在2008年被捕的《緬甸民族》雜誌編輯德津。

#### 互聯網管制
緬甸當局在1996年頒布《計算機科學發展法》；該法規定一切電腦器材必須向通信、郵政與電報部登記，並須得到該部批准；亦規定利用電腦分發，散佈或取得損害國家安全、國家團結與文化的資訊是違法行為。2000年，國家和平與發展委員會（原國家恢復法律和秩序委員會，1997年更名）頒布《互聯網法》，禁止緬甸網民在網上刊登有害國家利益的文章。
根據開放網絡促進會在2012年8月進行的測試，緬甸對政治網站和網絡工具網站進行選擇性審查，對社交網站進行大規模審查，然而測試未能發現緬甸當局審查關於衝突和國土安全的網站的證據。2012年，緬甸被無國界記者列為互聯網敵人之一。
根據開放網絡促進會在2005年進行的一次研究，民主派團體相關網站和色情網站最常被緬甸審查，另外還有85%的電郵網站被緬甸屏蔽。當時網吧須向緬甸資訊通訊科技發展公司申領牌照，網吧店主每隔五分鐘就需要從顧客使用的電腦截圖，並在緬甸資訊通訊科技發展公司有需要時，向該公司提供包含用戶資料的光碟，以便監察。顧客到網吧上網之前則需要完成登記，而且不可以使用隧道軟件和代理伺服器繞過互聯網審查（但牌照制度和政府安裝的過濾程式都阻止不了他們這樣做）。

### 政治改革
2010年11月，被軟禁的昂山素姬獲釋之後不久，10份本地報刊被勒令停刊，原因是這些報刊「過於重視」昂山素姬獲釋的消息。
自2011年6月10日起，新聞審查和登記處已容許出版商自行審查旗下娛樂、體育、科技、健康及兒童類刊物，准許編輯在刊物出版前規避提交報導文告給新聞審查和登記處的步驟。此後一段時間，緬甸進行一連串試驗，從中可見審查制度的逐步放寬。2011年7月，被列為「第一類出版物」的178份期刊、雜誌不再受到審查。按照新制，如果刊物遭到投訴，刊物出版商則需繳交500萬緬元的按金。刊物若再遭投訴，當局會從按金中扣取罰款，而出版商則需補足按金金額，否則刊物會遭查封。 另外54份商業、罪案類刊物的出版商則在2011年12月獲准自行審查其刊物。
新聞審查和登記處局長丁瑞（Tint Swe）公開呼籲廢除緬甸的傳媒審查制度，並申明此一制度並不符合民主的實踐。。丁瑞亦指出影片審查制度應該放寬，當局也不應該設定放寬規定的時限。
Youtube、緬甸民主之聲、美國之音等在緬甸被屏蔽的網站在2011年9月解封。及後，開放網絡促進會在2012年8月到緬甸進行測試。測試結果顯示，與2005年的調查相比，被緬甸屏蔽的網站從領域、深度而言都有所縮窄。不過，有損國家安全的網絡內容仍受當局限制。色情網站仍是廣為屏蔽，關於酒類、毒品、賭博、網上交際、性教育、同性戀和網絡審查突破工具的網站亦然。當地反對派政黨網站、政治批評網站和獨立新聞網站此前均遭屏蔽，但在2012年已可正常瀏覽。該會把541個網站歸類為政治類網站，當中僅有5個網站被屏蔽。至2014年，緬甸已從無國界記者的互聯網敵人名單中除名。
2011年10月，緬甸當局向外國記者（包括英國廣播公司和美國之音的記者）簽發緬甸簽證。一位總統顧問指出，按照新的媒體法例，刊物審查制度將於2012年廢除。
新聞部在2012年1月宣布已向總檢察院提交一份新傳媒法草案，以備審閱。這份法例草案須由聯邦議會通過，而法例條文的措辭則取自柬埔寨、印尼和越南的相關法例。這份改寫自1962年《印刷商與出版商登記法》的法例草案不會在第二個議會會期內送到議會審議。該草案在2013年3月由議會修訂並通過，並由總統登盛於2014年3月簽署，《印刷商與出版商登記法》則隨之而廢止。根據新法，出版商仍需向新聞部申領牌照，而政府也有權吊銷出版商牌照和禁止「引起動亂、侮辱宗教、違反憲法」的報導，並要求違法者繳交罰款。不過，緬甸記者可以撰寫調查報導、批判報導，並免於當局的任意追捕，而出版商也可以出版更多評論著作。
新聞部在2012年8月取消印刷傳媒在出版刊物前要把刊物送交政府審查的規定。丁瑞向法新社透露：「緬甸的審查制度在1964年8月6日實施，並於48年又2週後廢除」美聯社將之形容為「這個受壓已久的國家容許言論自由方面最引人注目的舉措」然而，當時報禁和《官方機密法》仍然有效，記者對這個轉變有着審慎樂觀的態度，但預期「普遍的自我審查文化」不會消失，因為記者仍然害怕因為誹謗罪或危害國家安全而被囚禁。而無國界記者也指出，緬甸新聞法例改善之際，當局仍要求出版商出版刊物後把刊物送交當局分析，損害當地傳媒的編採自主；並認為新聞審查和登記處與此前50年一樣，仍然有權審查、查禁被當局視為具有煽動性質的報刊，是緬甸新聞自由的一大威脅。
此後，緬甸於2013年先解散已於2012年8月停止運作的新聞審查和登記處，設立過渡機構「新聞委員會」，報導如有不當內容，政府仍會追究。其後緬甸開放報禁，容許私人辦報。儘管如此，緬甸新聞從業員仍然擔心會有自我審查的問題，因為新聞審查和登記處在廢除審查制度後發出的指引呼籲報刊不要揭露政府弊端，而當局尚有權力藉着發牌制度壓制傳媒，並查禁報刊。據緬甸民主之聲報導，2014年初，緬甸當局既訓斥美聯社記者，指控他們關於若開邦暴力衝突的報導不盡不實。一些緬甸記者和傳媒從業員亦因為報導而受到當局審訊，並被拘留。在2014年5月一場會議中，緬甸新聞部長昂基被問及記者受審、被拘留一事時，提及這些問題的成因是緬甸傳媒法律存有漏洞，即是這些法律沒有相應的附例和規章，而立法機構也沒有創制出一套審理記者犯法案件的標準程序。他說這些漏洞令當地傳媒狀況不佳。

### 2021年政變後
2021年2月緬甸軍方發動政變奪權後，當局經常切斷互聯網服務和流動數據服務，封鎖或限制民眾瀏覽部分網站（如Facebook等社交網站），以及通緝、逮捕在社交網站公開支持反政變示威的網絡紅人。
傳媒方面，政變後《七日新聞報》、《十一新聞》等獨立報章宣布停刊，自此當地所有報章均由軍政府控制。當局又以「危害國家安全」為由，禁止民眾接收衛星電視訊號，違者可被判監一年，人權觀察稱此舉的目的是打壓緬甸民主之聲等反對派媒體，少數民族媒體（包括克欽族經營的74媒體、撣族經營的大其力通訊社等），以及通過衛星在緬甸播出的外國新聞頻道。軍政府修改了《緬甸刑法》第505(a)條，使用假新聞罪和煽動罪檢控反抗軍方的記者，又禁止記者使用「軍政府」、「政變」等字眼。據無國界記者統計，截至2023年，緬甸是囚禁記者人數第二多的國家（僅次於中華人民共和國），也是囚禁記者人數佔人口比例最高的國家。
電訊業方面，早在政變前數個月，緬甸政府就已經要求電訊商安裝攔截間諜軟件。2021年政變後，由挪威政府擁有和經營的Telenor於2021年7月宣布撤出緬甸市場，把緬甸業務出售給M1集團以及和軍方關係密切的瑞比漂集團（Shwe Byain Phyu）。該交易在2022年3月完成，而有關業務則於同年6月改名為緬甸先進電訊。卡塔爾電訊商Ooredoo亦於2022年9月與一家在新加坡註冊，與軍方有聯繫的公司簽訂協議，將其緬甸業務出售予對方，該交易正等待當局批准。剩下的主要電訊商當中，緬甸郵電是國營企業，緬甸電訊則由緬甸國防軍和越南軍營企業越南軍用電子電信等股東控制。

## 延伸閱讀
- . The Irrawaddy.   [11 January 2007]. （原始内容存档于2006年12月12日）.
- . The Irrawaddy. 1 May 2004  [11 January 2007]. （原始内容存档于2007-10-11）.
- Smith, Martin.  (PDF). Article 19. December 1991  [11 January 2007]. （原始内容 (PDF)存档于2019-11-26）.